# 배창돈
배창돈은 대한민국의 목사이자 신학자이다. 제자훈련과 전도로 건강한교회 모델을 보여준 평택대광교회에서 40년간 담임목사로 섬겼다. 현재 글로벌디사이플센터 원장으로 사역하며 2008년부터 시작된 <중소교회 제자훈련 지도자 세미나>를 매년 개최하여 건강한 교회를 세우기 위해 노력하고 있다. 평택대광교회에서 글로벌디사이플 교회를 분립하여 담임으로 사역하며 제자훈련 현장에서 받은 은혜와 노하우를 나누기 위해 ‘제자훈련 실패는 없다’ ‘교회론 3부작’  제자훈련 교재인 ‘예수님의 제자’ 등 70여권의 책을 저술했다. 현재 국제전도폭발한국본부 이사장이다.

## 목회사역
평택대광교회의 배창돈 목사는 3대째 신앙의 가문에서 태어나 전통적이고 보수적인 교회에서 자랐다. 1983년 교회를 개척한 뒤 1987년부터 제자훈련을 시작하여 건강한 교회를 지향하고 있다. 개신대학원대학교를 졸업하고, 미국 Knox Theological Seminary에서 목회학 박사학위와 개신대학원대학교에서 명예 철학박사 학위를 받았고, 모교에서 겸임교수로 실천신학을 강의하고 있다. 저서로는 [천국], [순종], [목사가 쓴 러브 레터] 외 80여종이 있다. 목회사역 외에 평택 청소년교육선교회 대표로 청소년 사역에 헌신하고 있으며, 국제제자훈련원 경기남지역 CAL-NET 팀장과 국제 전도폭발 한국본부 이사, 평안밀알선교회 이사장, 평택기독교총연합회장으로 섬기고 있다. 은보포럼의 대표를 맡고 있다. 중소교회 제자훈련 지도자 세미나를 통하여 한국교회를 섬기고 있다. 그는 40년 동안 목회를 하고 은퇴하였는데, 대안 학교로 자유기독학교를 설립하였고, 제자훈련 중심의 공동체로서 글로벌디사이플센터를 창립하였다.

## 학력과 활동
- 개신대학원대학교
- 미국 낙스신학교(D.Min)

## 경력
- 평택대광교회 설립/원로목사
- 前 국제제자훈련원 이사 및 경기지역 대표
- 前 국제전도폭발한국본부 이사 역임
- 現 국제전도폭발한국본부 이사장
- 現 개신대학원대학교 겸임교수
- 現 은보포럼 대표
- 국제전도폭발한국본부 이사장

## 저서
- 천국
- 주일
- 순종(교회성장연구소)
- 예배
- 감사
- 전도
- 섬김(필로)
- 제자도(베드로서원)
- 제자훈련 교재 및 교회론 등 총 70여권 저술

## 글로벌디사이플센터
제자훈련를 위한 공동체 모임으로 경기도 안성시 원곡면 지문북길 77에 있다.

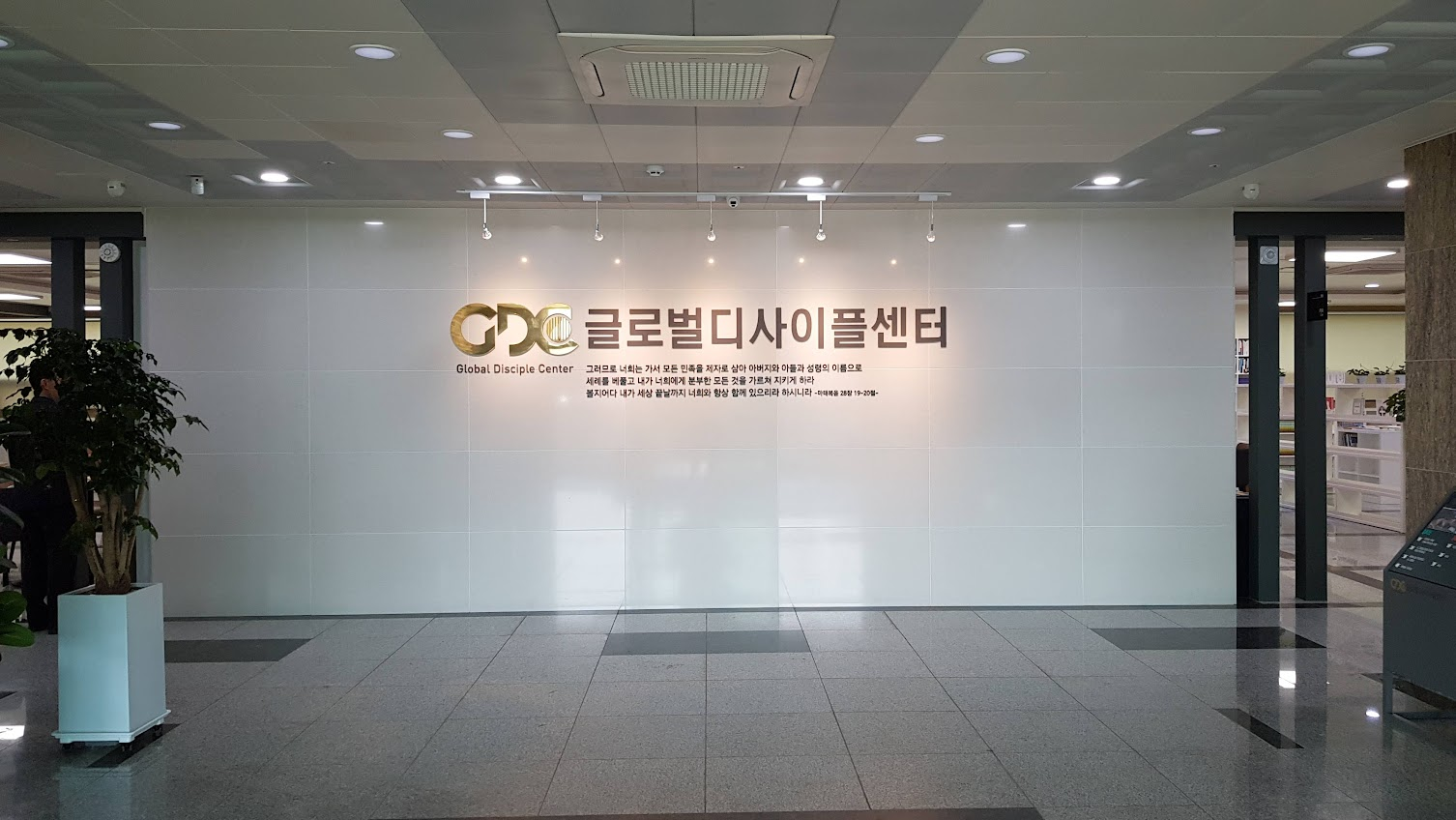
글로벌 디사이플 센터

## 자유기독학교
대광교회가 설립한 중고등 과정 기독교 대안한학교로 자유기독학교가 경기도 안성시 원곡면 지문북길 77에 있다.

## 파이디온 드림스쿨
파이디온 드림스쿨은 2003년 3월에 첫 입학생을 맞이한 대광교회 부설 유아 교육기관으로 현재 50명의 원아들이 말씀 안에서 아름답게 자라가고 있다. 파이디온 드림스쿨은 하나님의 말씀의 진리에 근거하여 하나님께서 원하시는 하나님의 사람을 키우고자 설립되었다.

## 같이 보기
- 평택대광교회
- 옥한흠
- 제자훈련

## 참고 문헌
- 배창돈, 예수님의 제자: 건강한 교회를 세우는 제자훈련 교재, 디모데, 2016.
- 배창돈, 순종, 교회성장연구소, 2020.
- 배창돈, 제자훈련, 실패는 없다, 디모데, 2015.